# LG G Watch R

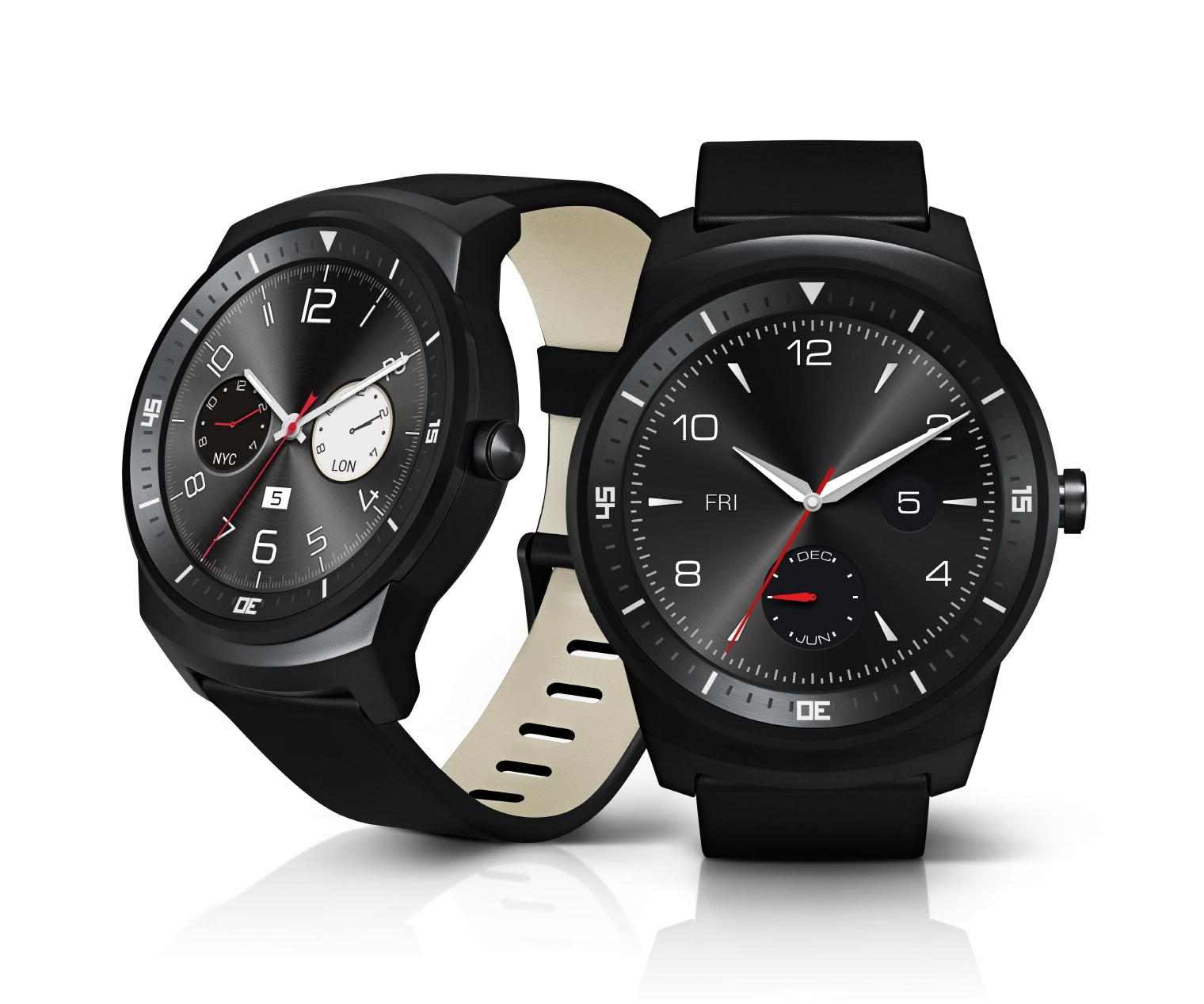
LG G Watch R

LG G Watch R — умные часы от компании LG. Устройство анонсировано 28 августа 2014 года.

## Технические данные
LG G Watch R защищены от воды и пыли по стандарту IP67. Часы выполнены из стали, покрытой чёрной матовой краской, на задней стороне используется текстурированный пластик. На часах установлен съемный кожаный ремешок, который можно заменить на любой другой стандарта 28.

## Программное обеспечение
Система оповещений основана на ОС Android Wear, которая состоит из карточек — напоминаний Google Now, а также голосового ассистента, который может принимать и обрабатывать пользовательские запросы. Часы синхронизируются со смартфоном на базе Android при помощи технологий беспроводной передачи данных Bluetooth 4 LE. В апреле 2015 Google выпустила новую версию Android Wear, которая позволяет пользователю получить текущие уведомления посредством облачных технологий Google, в том случае если часы подключены к точке доступа WiFi.

## Подключения
LG G Watch R поставляются с проприетарной зарядкой, выполненной в виде док станции. Положение часов при это фиксируется за счет расположенной в ней магнитов. Эта же самая станция может использоваться для соединения часов и компьютера, однако никакого способа передачи файлов не предусмотрено, потому эта опция актуальна только для разработчиков. Поскольку часы построены на платформе MSM, внутри них также расположены чипы, отвечающие за Bluetooth 4 и WiFi. Других соединений не реализовано.

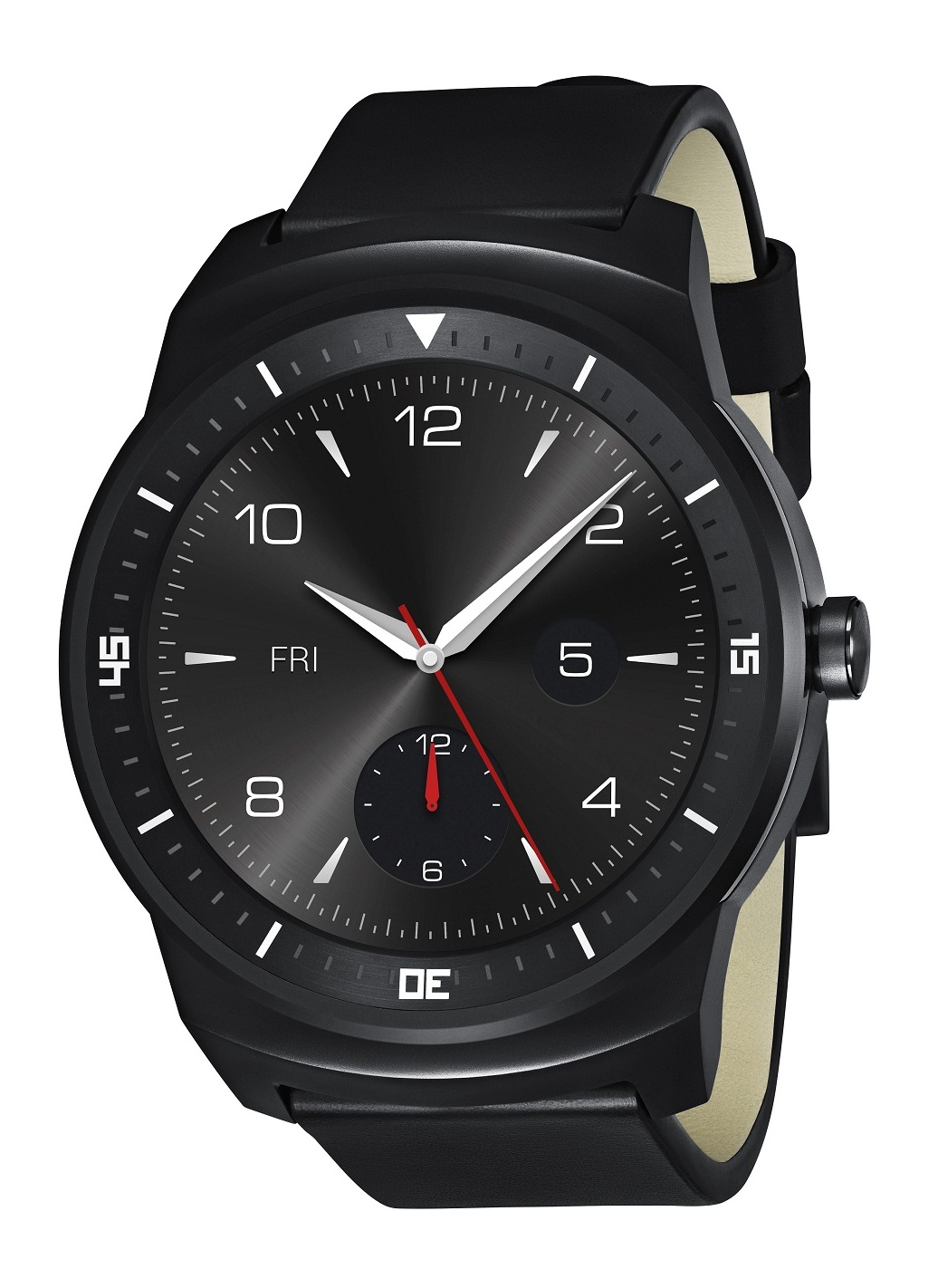
LG G Watch R

## Отзывы
По заявлению многих авторитетных источников, таких, как Engadget, LG G Watch R, получились существенно лучше своего предшественника.
В следующей версии LG G Watch Urbane, LG решила первые две проблемы, однако посчитала датчик освещенности не нужным.